# Karbometalace
Karbometalace jsou reakce, při kterých vazby uhlík-kov reagují s vazbami pí mezi uhlíkovými atomy za vzniku nových σ vazeb uhlík-uhlík a uhlík-kov.
Vzniklé vazby uhlík-kov mohou vstoupit do dalších reakcí, jako jsou Zieglerovy-Nattovy polymerizace, nebo reagovat s elektrofily, například halogenačními činidly, karbonylovými sloučeninami, kyslíkem nebo anorganickými solemi za tvorby dalších organokovových sloučenin. Karbometalace lze provádět na alkynech a alkenech, kde se dosahuje vysoké geometrické či enantiomerní selektivity. Některé kovy převážně vytváří anti-produkty a u jiných vznikají hlavně syn-produkty. Zda proběhne syn- nebo anti- adice, závisí na mechanismu karbometalace.

## Karboaluminace
Karboaluminační reakce, při kterých se navazuje hliník, jsou nejčastěji katalyzovány zirkonocendichloridem a podobnými sloučeninami; v některých případech se místo nich používají komplexy odvozené od titanocendichloridu. Tato reakce se někdy označuje jako ZACA (asymetrická karboaluminace alkenů katalyzovaná zirkoniem) nebo ZMA (methylaluminace alkynů katalyzovaná zirkoniem).
Nejběžnějšími trialkylhlinitými sloučeninami zapojovanými do této přeměny jsou trimethylhliník, triethylhliník a triisobutylhliník. Pokud tyto trialkylhliníky obsahují beta-hydridy, tak se objevují vedlejší reakce v podobě eliminací a hydroaluminací. Obecný mechanismus ZMA reakce začíná tvorbou aktivního katalyzátoru z prekatalyzátoru, zirkonocendichloridu, jeho reakcí s trimethylhliníkem. Nejprve proběhne transmetalace a methyl se přesune od hliníku na zirkonium. Následně dojde k odštěpení chloridu hliníkem a vzniku kationtové sloučeniny zirkonia, úzce spojené s aniontovým komplexem hliníku. Tento kation se koordinuje na alken nebo alkyn, kde proběhne migrační inserce methylové skupiny. Vzniklá vinyl- nebo alkylzirkoniová sloučenina může vstoupit do vratné transmetalace (zachovávající stereochemii) s organohlinitou sloučeninou za vzniku konečného produktu a obnovy katalyzátoru. Tento proces většinou patří mezi syn-adice; za určitých podmínek ale může dojít i k anti-adici, která má odlišný mechanismus.
Trimethylsilylované alkyny, trimethylgermaniumalkyny a koncové alkyny mohou za pokojové či vyšší teploty vytvořit produkty anti-karboaluminačních reakcí, pokud mají navázanou koordinující skupinu do blízkosti substrátu.
U těchto reakcí proběhne nejprve syn-karboaluminace výše uvedeným mechanismem. Poté další ekvivalent hliníku, s navázanou řídicí skupinou, odštěpí vinylhliník, čímž se obrátí geometrie na uhlíku, na kterém reakce probíhá.
Tímto vznikne termodynamicky výhodný metalocyklus, který brání další inverzi. Takto vzniká produkt anti-karboaluminace, který může reagovat s elektrofily. Uvedený postup je omezen tím, že řídicí skupina musí být dostatečně blízko k π vazbě uhlík-uhlík, aby se utvořil termodynamicky výhodný kruh nebo směs geometrických izomerů.
Karboaluminace alkenů za vzniku substituovaných alkanů může být enantioselektivní, jestliže se použijí prochirální alkeny. U takových reakcí se dosahuje enantioselektivity pomocí chirálního indenylového komplexu vzniklého ze zirkoniového katalyzátoru. Vysoké enantioselektivity zde lze dosáhnout u mnoha různých trialkylhlinitých sloučenin, výtěžek se ovšem s rostoucím počtem uhlíkových atomů na alkylovém řetězci trialkylhlinitého činidla snižuje.

## Karbolithiace
Při karbolithiacích se na vazby C-C navazují organolithné sloučeniny. Lze zde použít komerčně dostupná organolithná činidla, jako je n-butyllithium, ale i sloučeniny vytvořené deprotonacemi či lithium-halogenovými výměnami.
Jsou popsány jak mezimolekulární, tak i vnitromolekulární karbolithiace. Organolithné sloučeniny jsou vysoce reaktivní a ty, které vzniknou karbolithiacemi, tak mohou dále reagovat s elektrofily či se zbytky výchozího materiálu (což vede k polymerizacím). Tento druh reakce lze provést enantioselektivně s použitím sparteinu, který chelatuje lithné ionty a vytváří chiralitu. Tento postup není běžný, protože přírodní spartein je špatně dostupný. Pokroky v syntéze sparteinu a jeho využití při karbolithiacích ovšem obnovily zájem o výzkum této oblasti.
Do tohoto druhu reakcí patří i alternativní syntéza tamoxifenu, vyvcházející z difenylacetylenu a ethyllithia: Elektrofilem je tu triisopropylborát, který vytváří boronovou kyselinu R–B(OH)2. Ve druhém kroku vznikne tamoxifen pomocí Suzukiovy reakce.
Důsledkem silné zásaditosti, vysoké reaktivity a nukleofility organolithných sloučenin je to, že rozsah použitelných substrátů je omezen na molekuly neobsahující kyselé nebo elektrofilní funkční skupiny.

## Karbomagnesiace a karbozinkace
Vzhledem k nižší nukleofilitě Grignardových a organozinečnatých činidel se nekatalyzované karbomagnesiace a karbozinkace obvykle objevují pouze u aktivovaných nebo sterickými a elektronovými efekty zatížených alkenů a alkynů; například musí být s π-systémy vazeb C-C konjugovány skupiny odtahující elektrony, jako jsou estery, nitrily a sulfony (viz Michaelovu reakci) nebo musí být navázána řídicí skupina, například alkohol nebo amin, do jeho blízkosti.
Tyto reakce lze katalyzovat řadou různých kovů, jako jsou železo, měď, zirkonium, nikl a kobalt.
Příkladem může být reakce methylfenylacetylenu s fenylmagnesiumbromidem katalyzovaná Fe, jejímž meziproduktem je vinylmagnesiová sloučenina. Hydrolýzou tohoto meziproduktu vzniká difenylalken.
Grignardovo činidlo zde reaguje s acetylacetonátem železitým a tributylfosfinem a vytváří se arylželezitý meziprodukt, jenž reaguje s chloridem měďným na měďnan:

## Karbopalladace
Karbopalladace jsou součástmi Mizorokiových-Heckových reakcí, katalyzovaných palladiem a řadit k nim lze také karbometalace využívající palladiové katalyzátory, jako jsou například difunkcionalizace a hydrofunkcionalizace alkenů.